# Petrochelidon
Petrochelidon är ett fågelsläkte i familjen svalor inom ordningen tättingar med tio arter som förekommer i stora delar av världen utom Europa och norra Asien:
- Rödahavssvala (P. perdita)
- Kapsvala (P. spilodera	)
- Rödstrupig svala (P. rufigula)
- Nigersvala (P. preussi)
- Eukalyptussvala (P. nigricans)
- Arielsvala (P. ariel)
- Indisk svala (P. fluvicola)
- Stensvala (P. pyrrhonota)
- Rostnackad svala (P. rufocollaris)
- Grottsvala (P. fulva)

Skogssvalan (Atronanus fuliginosus) placeras traditionellt i släktet Petrochelidon men genetiska studier visar att den istället är systerart till hussvalorna i Delichon.